# Шавля
Шавля — озеро на территории Сосновецкого сельского поселения Беломорского района Республики Карелии.

## Общие сведения
Площадь озера — 1,7 км². Располагается на высоте 108,6 метров над уровнем моря.
Форма озера продолговатая: оно вытянуто с севера на юг. Берега преимущественно заболоченные.
Из северной оконечности озера вытекает безымянный водоток, впадающий с правого берега в реку Чуруж, которая втекает в реку Охту. Последняя впадает в реку Кемь.
В озере расположено не менее пяти небольших безымянных островов.
Код объекта в государственном водном реестре — 02020001011102000006417.